# Red Planet Mars
Red Planet Mars è un film statunitense del 1952, diretto da Harry Horner.

## Trama
Alcune immagini di Marte ottenute tramite un potente telescopio della California del Sud sembrano avallare l’ipotesi che su quel pianeta esistano intelligenze superiori. Ciò spinge lo scienziato Chris Cronyn, assieme alla moglie Linda, a proseguire i tentativi di scambiare messaggi con Marte, resi possibili grazie ad un importante componente tecnologico, una particolare “valvola ad idrogeno”. Inizialmente senza grandi successi, i tentativi vanno a buon fine quando i messaggi si concentrano su un problema matematico, il che dimostrerebbe la reale esistenza delle intelligenze marziane.
In un remoto laboratorio a grande altitudine sulle Ande, alcuni funzionari sovietici visitano Franz Calder, un criminale nazista che i sovietici sono riusciti a far evadere dai tribunali alleati alla fine della seconda guerra mondiale, e che ora funge da spia per l’Unione Sovietica. Calder è l’inventore della “valvola ad idrogeno”, e spiega ai funzionari di essere in grado di captare i messaggi che Marte scambia con gli statunitensi, e di ritrasmetterli a Mosca.
I successivi messaggi da Marte ricevuti negli Stati Uniti, mostrando come i marziani siano capaci di un dominio sulla natura molto più efficace di quello che gli uomini esercitano sulla Terra, e per di più pacifico ed ecologico, fanno nascere una sorta di isteria collettiva presso gli ambienti dell’industria e della finanza americane, e gettano in una profonda crisi l’intero mondo occidentale, con soddisfazione dei dirigenti dei paesi oltre la cortina di ferro. Viene dunque decretato, negli USA, il segreto di stato su tutti i messaggi marziani venturi, mentre venti di guerra si alzano fra le due superpotenze.
Il successivo messaggio da Marte è, inaspettatamente, di contenuto apertamente biblico: “avete negato la parola di Dio, e avete servito falsi dèi…”. È lo stesso presidente degli Stati Uniti, a dispetto del segreto di stato, a far divulgare il messaggio tramite i media. A seguito di ciò, il sentimento religioso russo si risolleva di fronte all’oppressione sovietica, ed il regime comunista viene abbattuto a favore di una teocrazia guidata dal patriarca della chiesa ortodossa russa.
Nel mondo occidentale si ritiene che la presente condizione dei popoli della Terra, ottenuta grazie ai messaggi marziani, sia migliore di quella precedente, sotto costante minaccia di una guerra fra i blocchi politico-ideologici contrapposti. Per nove giorni non arrivano ulteriori messaggi da Marte.
Nel laboratorio di Chris e Linda Cronyn si presenta Franz Calder, reduce da una valanga che ha distrutto il suo laboratorio sulle Ande nove giorni prima. Egli spiega loro di aver inventato da sé stesso tutti i messaggi che si ritenevano provenienti da Marte, nel duplice tentativo, peraltro riuscito, di abbattere il sistema economico capitalista insieme alla società sovietica, della quale era allo stesso modo nemico. Egli consegna ai Cronyn il taccuino che riporta tutti i messaggi ritenuti di provenienza marziana, dal quale manca, però, quello di ispirazione biblica, che Calder è convinto sia invenzione dei Cronyn.  Calder dice inoltre che, essendo un seguace di Satana, intende rivelare al mondo la propria frode, a tal fine avendo già invitato i rappresentanti dei media nel laboratorio dei Cronyn: dopo tale rivelazione la Terra ricadrà, dalla presente situazione di relativa calma, nello stato di tensione precedente, tipico della guerra fredda.
Poco prima che il laboratorio dei Cronyn, per un incidente, esploda, uccidendo, oltre a Calder, i coniugi Cronyn, giunge un ultimo messaggio da Marte, del quale la posterità non può che leggere l’incipit: “Avete fatto bene, miei bravi…”
In un messaggio alla nazione, il presidente degli Stati Uniti celebra Chris e Linda Cronyn, che lasciano due figli orfani, come eroi.